# John Cope (général)
Pour les articles homonymes, voir John Cope et Cope.
Sir John (ou Jonathan) Cope (1688-1760) est un général britannique et membre du Parlement dans la première moitié du XVIIIe siècle.
Il sert lors de la guerre de Succession d'Autriche, la guerre de Succession d'Espagne et la guerre de Succession d'Autriche et est député du parti whig, représentant Queenborough (1722-1727), Liskeard (1727-1734) et Orford (1738-1741).
Il combat lors de la victoire britannique de Dettingen en juin 1743 pendant la guerre de succession d'Autriche et est ensuite fait chevalier compagnon du Bain et commandant militaire en Écosse.
En septembre 1745, il est battu à Prestonpans, la première bataille importante du soulèvement jacobite de 1745. Bien qu'exonéré de responsabilité par une cour martiale en 1746, cela met fin à sa carrière d'officier de terrain. En 1751, il est nommé gouverneur de la garnison de Limerick et adjoint du vicomte Molesworth, commandant de l'armée d'Irlande. Il est décédé à Londres le 28 juillet 1760.

## Biographie

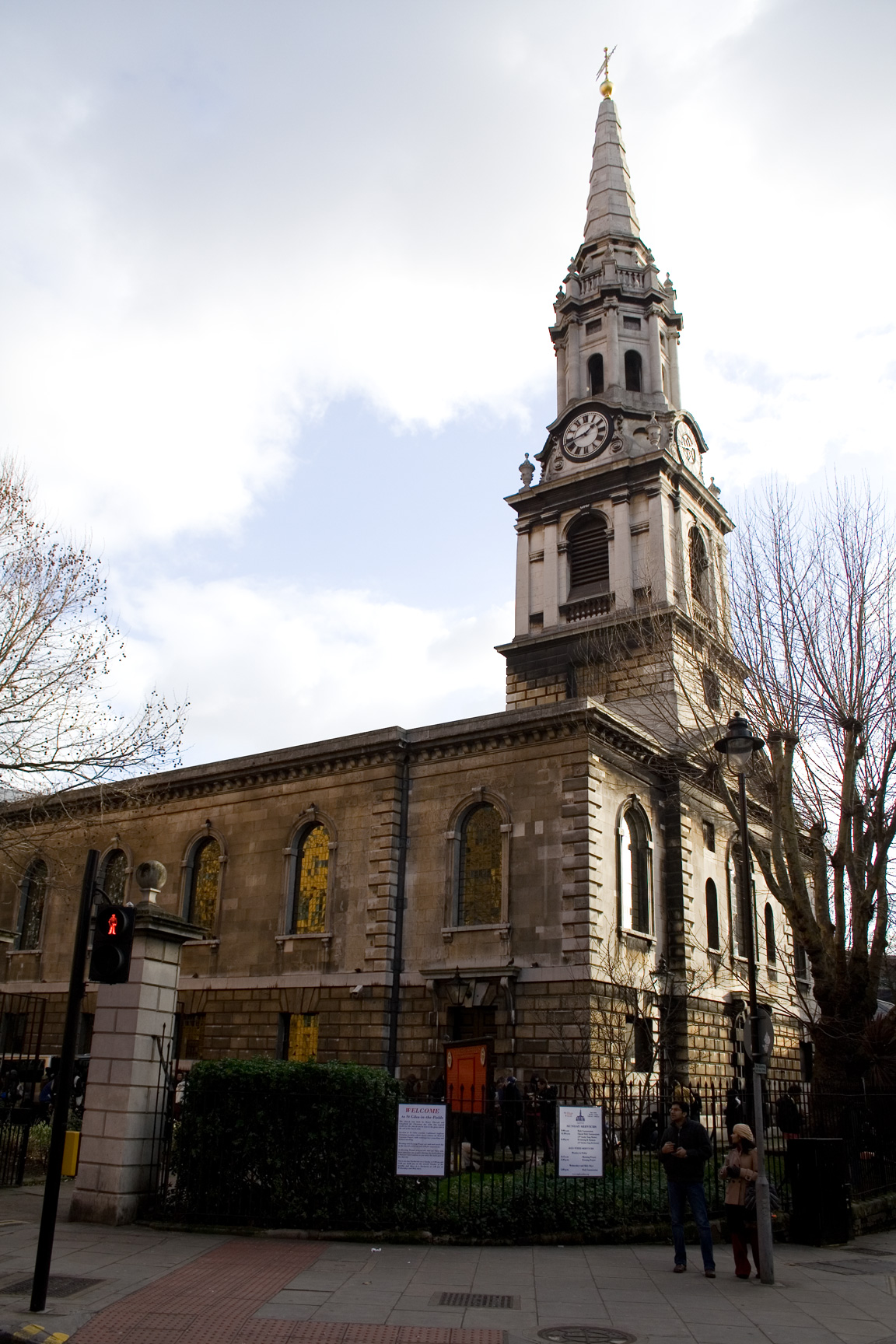
St Giles, Camden, où Cope est baptisé le 7 juillet 1688

Pour quelqu'un qui détient un rang élevé, les antécédents de Cope sont inhabituellement obscurs et pendant de nombreuses années, les biographies qualifient ses parents d'inconnus.
Son père est Henry Cope (1645-ca 1724), capitaine des Coldstream Guards qui a démissionné de sa commission en avril 1688, peu de temps avant d'épouser Dorothy Waller, veuve d'un douanier. Alors que la date de naissance de Cope est souvent indiquée en 1690, les registres paroissiaux montrent qu'il est baptisé le 7 juillet 1688 à St Giles-in-the-Fields. Il a deux frères et sœurs, Mary (1679-1758) et un frère Henry, décédé jeune.
Les baronnets Cope de Hanwell sont la branche principale de la famille, avec d'autres branches dans différentes parties de l'Angleterre et de l'Irlande. Son grand-père William (1612-1691) est un fils cadet qui combat pour le Parlement dans les guerres des Trois Royaumes, épouse la veuve de son frère et achète un domaine à Icomb, Gloucestershire en 1654.
William aurait désapprouvé le mariage de son fils et à sa mort en 1691, Henry ne reçoit qu'un usufruit à vie à Icomb. À sa mort vers 1724, il passe à sa sœur Elizabeth (1647-1731), puis à sa nièce Elizabeth (1682-1747) et à sa famille, déshéritant efficacement son fils.
Le cousin de Cope, un autre Sir John Cope (1673-1749), subit le même sort parce que son oncle désapprouvait le mariage de son frère cadet. Cela n'a pas empêché les deux cousins d'avoir une carrière extrêmement réussie. Sir John est nommé directeur de la Banque d'Angleterre en 1706, siège comme député de 1708 à 1741 et succède à son père comme baronnet.
En décembre 1712, il épouse Jane Duncombe, sœur d'Anthony Duncombe (1695-1763), lui-même héritier de Sir Charles Duncombe (1648-1711), l'un des hommes les plus riches de Grande-Bretagne. Cependant, elle n'est pas mentionnée dans la propre biographie de Feversham et elle n'est peut-être pas la mère de son fils James, né en 1709, trois ans avant leur mariage. James est ensuite consul commercial à Hambourg et brièvement député avant de mourir célibataire en 1756, quatre ans avant son père.
Bien que la date du décès de Jane ne soit pas enregistrée, Cope s'est remarié en août 1736, sa deuxième épouse étant une Elizabeth Waple, dont on sait peu de choses. En juillet 1758, il écrit à Sir Robert Wilmot (1708-1772), se référant à la « malveillance et aux mauvais traitements » de ses proches et lui demandant d'agir comme fiduciaire pour ses deux enfants nés d'une « Mme Metcalf », John et Elizabeth. S'ils mouraient sans enfant, Cope propose de laisser sa propriété au fils de Sir Robert, garantissant ainsi que sa famille n'en bénéficierait pas.
John Metcalf (vers 1746-1771) fait ses études au Collège d'Eton, a rapidement dépensé les 3 000 £ que lui a laissé son père, s'est endetté et, en 1771, s'est suicidé à Édimbourg. En 1775, sa sœur Elizabeth est devenue la deuxième épouse de Sir Alexander Leith (1741-1780) mais sa biographie la décrit uniquement comme « une fille de Sir John Cope », alors que leurs deux fils n'apparaissent pas dans le dossier.

## Carrière

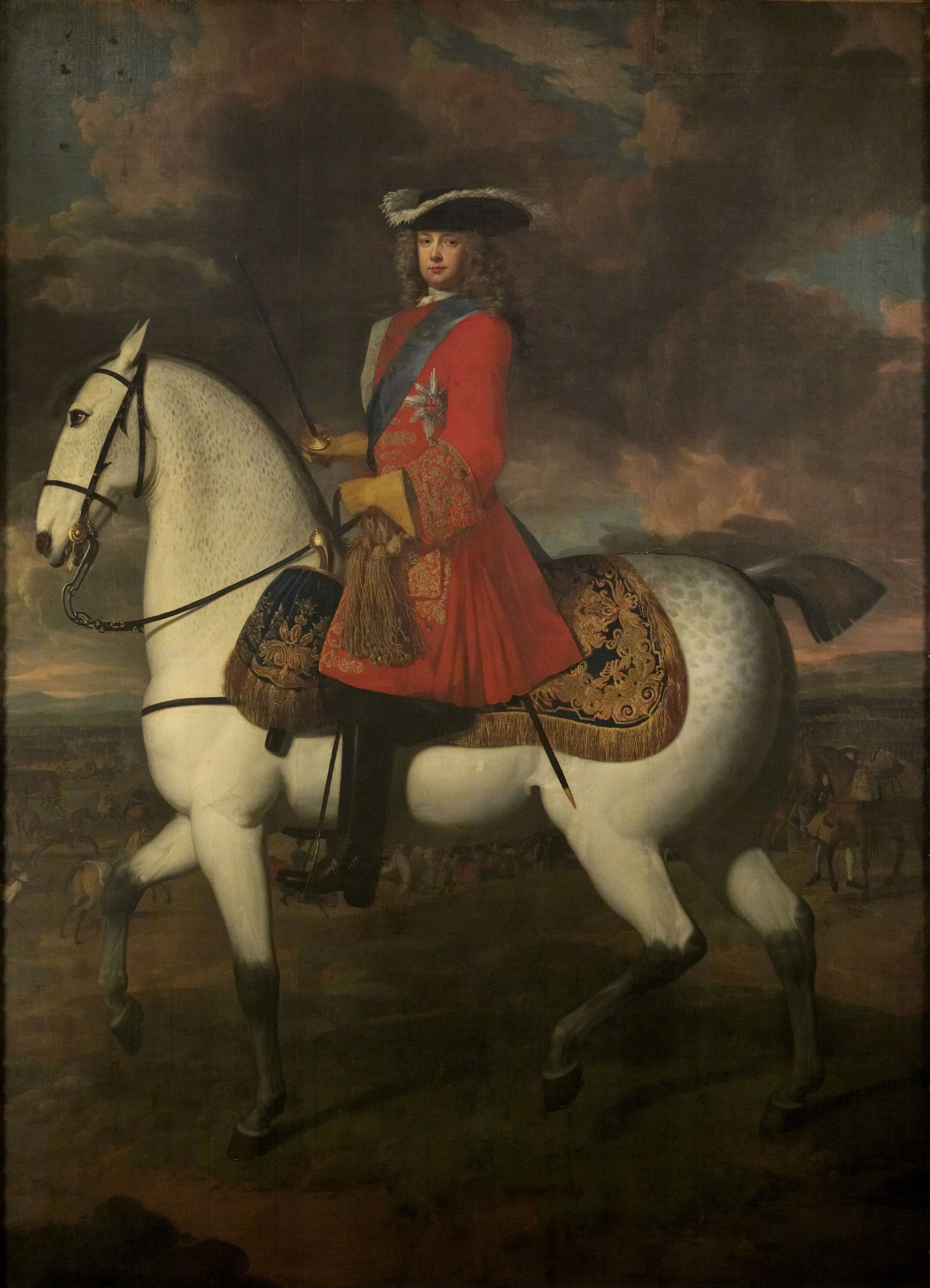
Le premier patron de Cope, Thomas Wentworth (1672-1739)

Formé à la Westminster School, il rejoint en 1706 la maison de Thomas Wentworth, Lord Raby (1672-1739), ambassadeur britannique en Prusse. Raby est également colonel du Royal Regiment of Dragoons, faisant alors campagne en Espagne dans le cadre de la Guerre de Succession d'Espagne, et en 1707, Cope devint cornette dans son régiment.
Bien que le système d'achat de commissions signifiait que l'argent était important pour une carrière militaire réussie, il nécessitait également des connexions, car les transferts devaient être approuvés. Cope avait clairement la capacité d'attirer l'attention. En 1707, le comte de Galway, alors commandant en Espagne, accepte de lui trouver «une meilleure position». Nommé par la suite aide de camp du remplaçant de Galway, James Stanhope, il participe à la prise de Minorque en 1708 et à la Bataille d'Almenar en 1710.
En août 1714, George Ier succède à la reine Anne et les Whigs forment le nouveau gouvernement, avec Stanhope comme figure dominante. En 1715, Cope est nommé capitaine dans le Coldstream Guards, équivalent à un grade de lieutenant-colonel de l'armée régulière, puis dans la 1st Troop of Horse Grenadier Guards en 1720. Les deux unités sont normalement basées à Londres, les Horse Guards y ayant servi sans interruption depuis 1691, et assurent la sécurité du monarque et du gouvernement. Cela donne aux officiers des contacts réguliers avec des personnes très influentes, tout en étant à Londres, il est plus facile de combiner les carrières politiques et militaires.

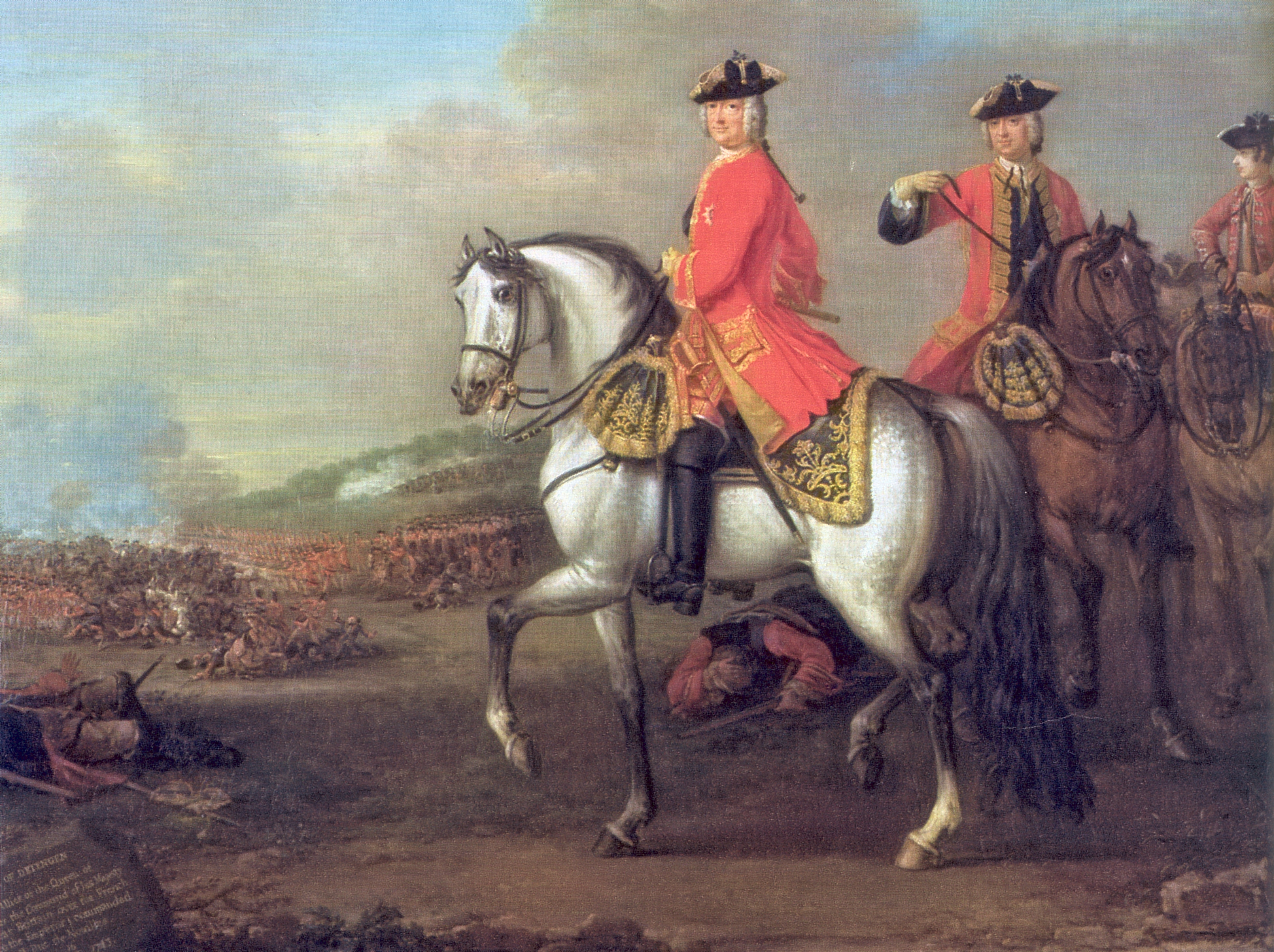
George II à Dettingen, juin 1743; Cope a été fait chevalier et nommé commandant en Écosse pour son rôle dans cette victoire

Après la mort de Stanhope en 1721, Robert Walpole le remplace comme ministre en chef et aux élections de 1722, Cope est élu député de la circonscription contrôlée par les Whig de Queenborough. Alors que des parents comme Edward Cope Hopton (1708-1754) sont des députés conservateurs, Cope, son ancien beau-frère Feversham, son cousin Sir John et son fils Monoux Cope (1696-1763) sont des partisans fiables du gouvernement. En 1727, il est réélu comme député de Liskeard et bien que battu à Orford en 1734, il est réélu sans opposition lors d'une élection partielle de 1735. Comme l'influence de Walpole s'est affaiblie, de nombreux Whigs ne se sont pas présentés à l'élection de 1741, notamment Cope et Sir John.
Sa carrière militaire a continué de progresser. En 1730, il devient colonel du 39e régiment d'infanterie, puis successivement du 5e régiment d'infanterie, du 9e Dragoons et enfin du 7e Dragoons en 1741. Il sert en Flandre pendant la guerre de Succession d'Autriche et est promu Lieutenant général en février 1743. Il dirige une brigade de cavalerie à Dettingen en juin, où George II est devenu le dernier monarque britannique au pouvoir à commander des troupes au combat. Au lendemain de la victoire, Cope est fait chevalier du bain et, en décembre 1743, nommé commandant des forces militaires en Écosse.

## Rébellion jacobite de 1745

Bataille de Prestonpans; L'armée de Cope a fait face au sud avec une zone marécageuse à l'avant (marquée en bleu), puis a pivoté vers l'est

Charles Édouard Stuart débarque à Eriskay le 23 juillet 1745, bien que cela n'ait été confirmé qu'au début d'août. Cope dispose de 3 000 à 4 000 soldats, de nombreuses recrues inexpérimentées, mais son principal handicap sont les mauvais conseils, en particulier de John Hay, le secrétaire d'État pour l'Écosse.
Une fois le débarquement confirmé, Cope laisse sa cavalerie à Stirling sous les ordres de Thomas Fowke (en) et, prenant son infanterie, marche sur Corrieyairack Pass, le principal point d'accès entre les Western Highlands et les Lowlands. Il trouve les Jacobites déjà en place et après s'être entretenu avec ses officiers, se retire à Inverness le 26 août. Cependant, cela laisse Édimbourg exposé et les Jacobites avancent vers la ville en utilisant le réseau routier militaire nouvellement construit.
En entendant cela, Cope charge ses troupes sur des navires à Aberdeen dans le but d'atteindre la capitale écossaise en premier et ils commencent à débarquer à Dunbar le 17 septembre, seulement pour découvrir que Charles était entré dans la ville plus tôt le même jour. Rejoint par Fowke et la cavalerie, Cope s'avance vers Édimbourg, estimant qu'il a les ressources suffisantes pour faire face à une armée jacobite d'environ 2 000 hommes.
Bien que son évaluation soit correcte, l'efficacité de son armée est compromise par l'inexpérience et la mauvaise qualité de plusieurs officiers supérieurs. Ironiquement, étant donné les futures représentations de la bataille, James Gardiner est décrit comme une «épave nerveuse»; le 16 septembre, son régiment de dragons a fui dans la panique face à un petit groupe de Highlanders dans le soi-disant «Coltbridge Canter».

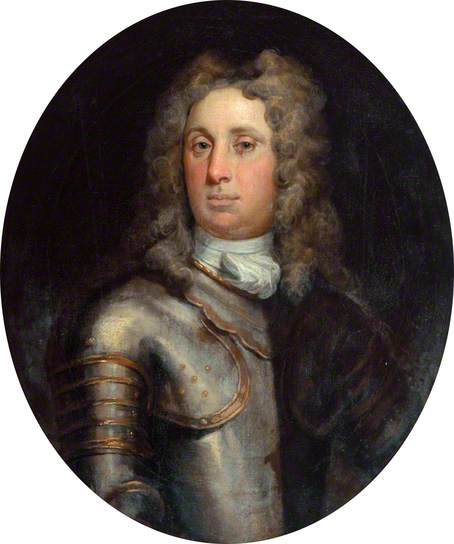
Le commandant de l'infanterie de Cope à Prestonpans, Peregrine Lascelles (1685-1772)

Les deux armées ont pris contact dans l'après-midi du 20 septembre. Les forces de Cope ont fait face au sud, avec une zone marécageuse immédiatement devant et des murs du parc protégeant leur droite. La cour martiale de 1746 a convenu que le terrain était bien choisi et la disposition de ses troupes appropriée. Pendant la nuit, les Jacobites se sont déplacés sur son flanc gauche et Cope a fait rouler son armée pour faire face à l'est. Mais ses dragons paniquèrent et s'enfuirent, exposant l'infanterie au centre. Attaqués sur trois côtés, ils ont été dépassés en moins de 15 minutes, leur retraite bloquée par les murs du parc à l'arrière; les pertes du gouvernement ont été de 300 à 500 tués ou blessés et de 500 à 600 faits prisonniers.
Incapable de rassembler ses troupes, Cope quitte le terrain avec son commandant d'artillerie, le colonel Whitefoord, tandis que son commandant d'infanterie Peregrine Lascelles (en) se bat pour sortir. Rejoints par Fowke et les dragons, ils atteignirent Berwick-upon-Tweed le lendemain avec quelque 450 survivants. Plusieurs heures après la bataille, Cope a écrit à Tweeddale ; Je ne peux pas me reprocher; la manière dont l'ennemi est venu a été plus rapide que ce qui peut être décrit ... et la cause de la panique destructrice de nos hommes.
Il est temporairement remplacé comme commandant en Écosse par Roger Handasyd, puis Henry Hawley, son adjoint à Dettingen, qui a également été dépassé par la charge des Highlands à Falkirk Muir en janvier 1746. Cope a conservé sa capacité de se faire des amis en haut lieu et en le rencontrant publiquement, George II lui indique son soutien. Lui, Fowke et Lascelles sont jugés par une cour martiale en 1746 et tous les trois sont disculpés.
Lascelles et Fowke ont poursuivi leur carrière; en 1756, Fowke est traduit en cour martiale une deuxième fois pour son rôle dans la perte de Minorque, qui conduit à l'exécution de l'amiral Byng. Fowke est chassé de l'armée mais le verdict a été largement considéré comme injuste et il est réintégré en 1761. Cope n'a plus jamais obtenu de commandement sur le terrain.

## Héritage

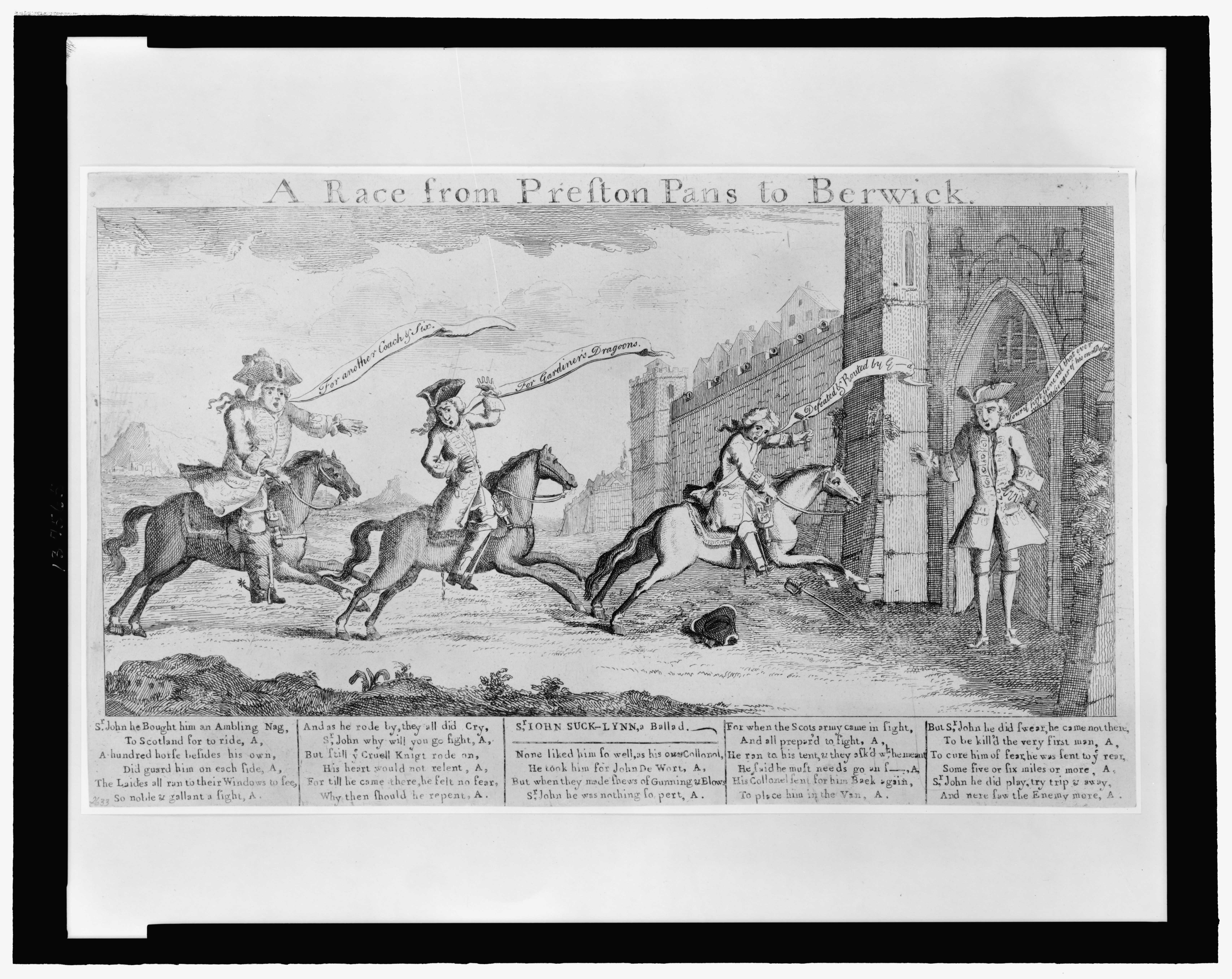
Cope arrive à Berwick après Prestonpans; caricature populaire de l'époque, l'image a persisté

Cope souffrait de goutte sévère, une maladie courante à l'époque, alors que son poste en Irlande ne nécessitait pas de résidence; il semble avoir accepté à la fois la retraite et la fin de sa carrière. Dans une lettre du 19 juillet 1753 à Fowke, il se réfère à son impopularité en disant: "Je suis tout aussi désireux de ne pas être employé, que ceux qui pourraient m'employer ne veulent pas le faire, de sorte que nous sommes parfaitement d'accord". Dans un autre document daté du 8 juillet 1755, il mentionne son séjour à Bath, dont les eaux thermales étaient le remède préféré des invalides.
Les vues modernes du rôle de Cope dans la défaite sont largement dérivées de comptes-rendus de tiers, aucun d'entre eux n'était présent et chacun avait un objectif spécifique. Dans son livre de 1747, La vie du colonel Gardiner, le ministre non conformiste Philip Doddridge a transformé le converti évangélique Gardiner en héros chrétien, en ridiculisant largement Cope; cela reste un mythe durable.
Le roman de Walter Scott de 1817, « Waverley », présente également Gardiner, sa mort héroïque aidant à convaincre le héros jacobite anglais que l'avenir appartient à l'Union, pas aux Stuarts. La plaisanterie souvent citée et inexacte de Lord Mark Kerr que Cope a apporté des nouvelles de sa propre défaite semble avoir été un autre embellissement par Scott.
Le récit le plus connu a été fourni par Alan Skirving, un fermier local qui a visité le champ de bataille plus tard dans l'après-midi où il a été, pour son propre compte, agressé par les vainqueurs. Il a écrit deux chansons, "Tranent Muir" et la plus connue " Hey, Johnnie Cope, Are Ye Waking Yet? ", Une mélodie qui figure toujours dans la musique folk écossaise et les récitals de cornemuse.